# Ludwig Schneider (Politiker, 1893)
Ludwig Lutz Schneider (* 20. Dezember 1893 in Niedermöllrich; † 26. Februar 1977 in Kassel)  war ein deutscher Jurist und Politiker (DVP, NSDAP, FDP).

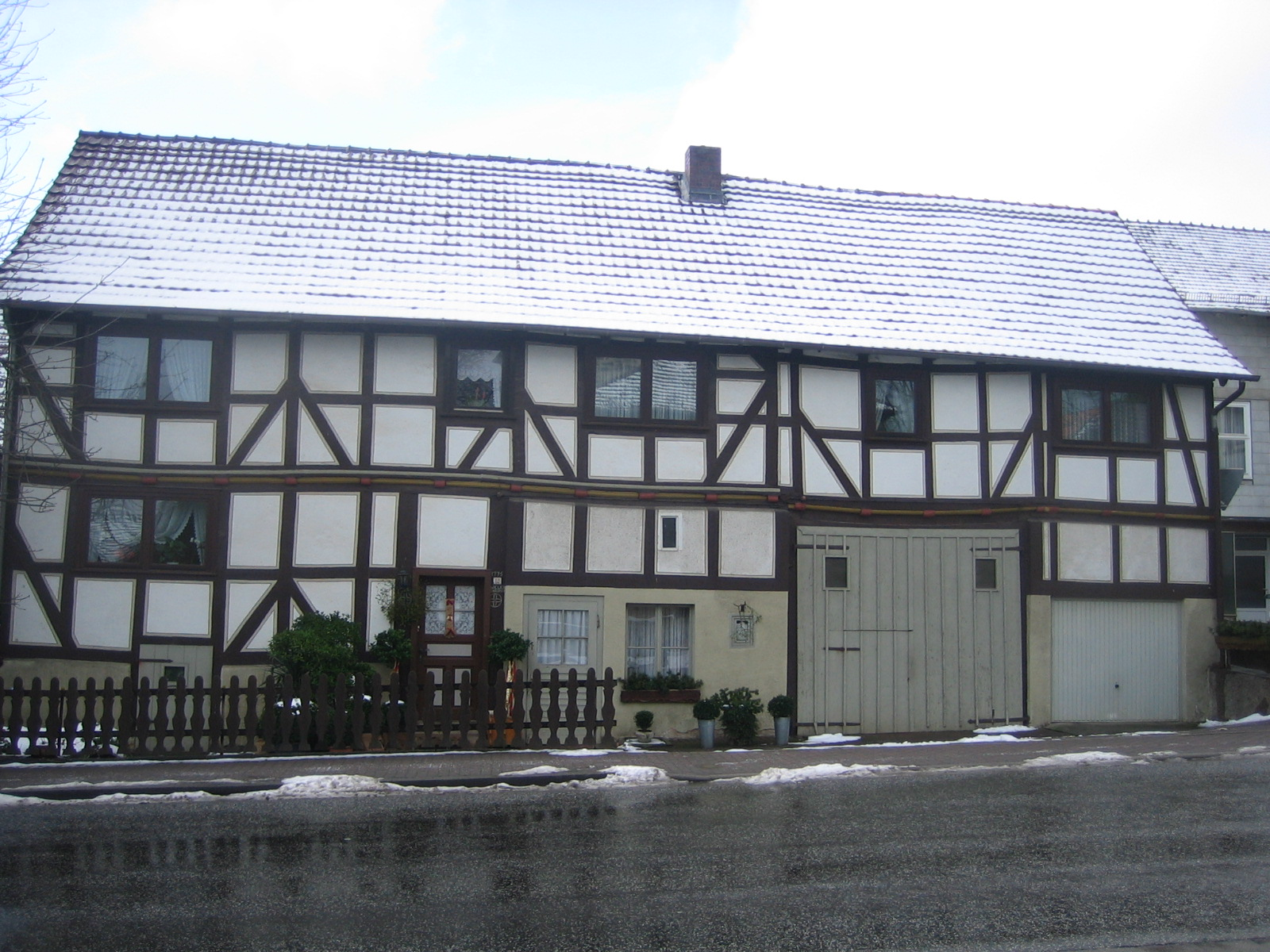
Geburtshaus Ludwig Schneiders in Niedermöllrich

## Leben
Ludwig Schneider war der zweite Sohn und das fünfte von insgesamt acht Kindern des Kleinbauern Melchior Schneider und seiner Ehefrau Angelika, geb. Lötzerich, die gemeinsam einen kleinen Bauernhof in Niedermöllrich bewirtschafteten. Nach dem Besuch der einklassigen Dorfschule begann Schneider 1908 eine Verwaltungslehre beim Landratsamt in Fritzlar. Schneider nahm als Soldat am Ersten Weltkrieg teil und legte 1919 am heutigen König-Heinrich-Gymnasium in Fritzlar als Externer das Abitur ab.
Anschließend absolvierte Schneider ein Studium der Rechtswissenschaft und der Nationalökonomie an der Universität Marburg, das er mit dem Referendarexamen beendete. 1922 erfolgte seine Promotion zum Dr. jur. an der Universität Halle mit der Arbeit Die rechtliche Natur der Börse. Nach der Ableistung des Referendariats bestand er 1924 auch die Große juristische Staatsprüfung und trat in den preußischen Staatsdienst beim Landratsamt in Reichenbach/Schlesien. 
Schneider war von 1925 bis 1930 Bürgermeister von Plettenberg. Von 1931 bis 1935 war er Oberbürgermeister von Lüdenscheid und von 1935 bis 1938 von Waldenburg in Schlesien. Anschließend war er von 1938 bis 1945 stellvertretender Oberbürgermeister von Magdeburg.
In der Weimarer Republik gehörte Schneider der DVP an und wurde nach der Machtergreifung am 1. Mai 1933 Mitglied der NSDAP (Mitgliedsnummer 3.131.855).
Nach dem Ende des Zweiten Weltkriegs kehrte er zurück in seine nordhessische Heimat und half zunächst auf dem Bauernhof seiner Schwester in Lendorf. Anschließend war er von 1948 bis 1949 Dozent an der Hessischen Verwaltungsakademie in Kassel. Danach war er von 1949 bis 1954 Richter am Verwaltungsgericht Kassel. 1959 wurde er wegen des Erreichens der Altersgrenze als Oberverwaltungsgerichtsrat in den Ruhestand versetzt. Nach seinem Ausscheiden aus dem Landtag 1966 war Schneider als Rechtsanwalt in Kassel tätig.
Schneider gehörte nach dem Zweiten Weltkrieg zu den Mitbegründern der FDP in Hessen.
Von 1952 bis 1956 war er ehrenamtlicher Stadtrat in Kassel und anschließend lange Jahre Stadtverordneter der FDP im Kasseler Stadtparlament. Von 1954 bis 1966 gehörte er dem Hessischen Landtag an.
Ludwig Schneider war zweimal verheiratet und hatte zwei Kinder.
Schneider erhielt 1963 das Bundesverdienstkreuz sowie die Freiherr-vom-Stein-Plakette.

## Veröffentlichungen
- Gemeinderecht in Hessen, Göttingen, 1961
- Kommunalwahlrecht, Göttingen, 1964